# Gingelom
Gingelom is een plaats en gemeente in de Belgische provincie Limburg. De gemeente telt ruim 8000 inwoners. Gingelom behoort tot het kieskanton en het gerechtelijk kanton Sint-Truiden.

## Toponymie
Gingelom werd in 966 voor het eerst vermeld als Gingolonham, de "woning van Gangilo".

## Geschiedenis
Het dorp viel van oudsher onder het Prinsbisdom Luik en werd bestuurd door de bisschoppelijke tafel. De heerlijke rechten gingen in 1620 over van de Luikse schepen Laurens van Dormael naar het Luikse Sint-Janskapittel, dat al minstens sinds de 12e eeuw talrijke verspreide bezittingen in Gingelom had. In 1717 werd Bernard van Stieren heer en vanaf 1758 waren de baronnen de Chokier de heren van Gingelom.
In 1853 werd de hoofdweg van Sint-Truiden naar Hannuit aangelegd. In 1962 begon de eerste ruilverkaveling van Vlaanderen in het veld Buvingen Del. In 1970 annexeerde Gingelom de gemeente Niel-bij-Sint-Truiden alvorens in 1977 zijn naam te geven aan de fusiegemeente die de reeds vermelde kernen omvat.
De gemeente kwam in 2019 in het nieuws bij de vondst van de muntschat van Gingelom die bij nader onderzoek een diefstal bleek te zijn.

## Kernen
Naast Gingelom zelf omvat de fusiegemeente nog 10 deelgemeenten. De gemeente Gingelom omvat eveneens de gehuchten Hasselbroek, Heiselt, Hundelingen, Klein-Jeuk en Klein-Vorsen.

### Deelgemeenten
| #  | Naam                  | Opp. (km²) | Inwoners (2020) | Inwoners per km² | NIS-code |
| -- | --------------------- | ---------- | --------------- | ---------------- | -------- |
| 1  | Gingelom              | 9,25       | 1.566           | 169              | 71017A   |
| 2  | Niel-bij-Sint-Truiden | 2,84       | 858             | 302              | 71017B   |
| 3  | Muizen                | 2,65       | 136             | 51               | 71017C   |
| 4  | Buvingen              | 3,42       | 369             | 108              | 71017D   |
| 5  | Borlo                 | 3,71       | 649             | 175              | 71017E   |
| 6  | Mielen-boven-Aalst    | 6,00       | 1.041           | 174              | 71017F   |
| 7  | Boekhout              | 2,67       | 305             | 114              | 71017G   |
| 8  | Jeuk                  | 9,19       | 1.521           | 165              | 71017H   |
| 9  | Montenaken            | 11,25      | 1.476           | 131              | 71017J   |
| 10 | Kortijs               | 3,02       | 263             | 87               | 71017K   |
| 11 | Vorsen                | 2,34       | 205             | 88               | 71017L   |

### Nabijgelegen kernen
Landen, Attenhoven, Velm, Muizen, Buvingen, Borlo, Montenaken

## Demografie

### Demografische evolutie voor de fusie
- Bron:NIS - Opm:1831 t/m 1970=volkstellingen op 31 december

### Demografische ontwikkeling van de fusiegemeente
Alle historische gegevens hebben betrekking op de huidige gemeente, inclusief deelgemeenten, zoals ontstaan na de fusie van 1 januari 1977.
- Bronnen:NIS, Opm:1831 tot en met 1981=volkstellingen; 1990 en later= inwonertal op 1 januari

| Inwoners van jaar tot jaar op 1 januari 1992 tot heden | Inwoners van jaar tot jaar op 1 januari 1992 tot heden | Inwoners van jaar tot jaar op 1 januari 1992 tot heden |
| jaar                                                   | Aantal                                                 | Evolutie: 1992=index 100                               |
| ------------------------------------------------------ | ------------------------------------------------------ | ------------------------------------------------------ |
| 1992                                                   | 7.321                                                  | 100,0                                                  |
| 1993                                                   | 7.353                                                  | 100,4                                                  |
| 1994                                                   | 7.346                                                  | 100,3                                                  |
| 1995                                                   | 7.346                                                  | 100,3                                                  |
| 1996                                                   | 7.455                                                  | 101,8                                                  |
| 1997                                                   | 7.447                                                  | 101,7                                                  |
| 1998                                                   | 7.502                                                  | 102,5                                                  |
| 1999                                                   | 7.572                                                  | 103,4                                                  |
| 2000                                                   | 7.600                                                  | 103,8                                                  |
| 2001                                                   | 7.640                                                  | 104,4                                                  |
| 2002                                                   | 7.608                                                  | 103,9                                                  |
| 2003                                                   | 7.716                                                  | 105,4                                                  |
| 2004                                                   | 7.717                                                  | 105,4                                                  |
| 2005                                                   | 7.776                                                  | 106,2                                                  |
| 2006                                                   | 7.847                                                  | 107,2                                                  |
| 2007                                                   | 7.879                                                  | 107,6                                                  |
| 2008                                                   | 7.966                                                  | 108,8                                                  |
| 2009                                                   | 8.060                                                  | 110,1                                                  |
| 2010                                                   | 8.121                                                  | 110,9                                                  |
| 2011                                                   | 8.214                                                  | 112,2                                                  |
| 2012                                                   | 8.245                                                  | 112,6                                                  |
| 2013                                                   | 8.297                                                  | 113,3                                                  |
| 2014                                                   | 8.291                                                  | 113,2                                                  |
| 2015                                                   | 8.383                                                  | 114,5                                                  |
| 2016                                                   | 8.377                                                  | 114,4                                                  |
| 2017                                                   | 8.394                                                  | 114,7                                                  |
| 2018                                                   | 8.391                                                  | 114,6                                                  |
| 2019                                                   | 8.405                                                  | 114,8                                                  |
| 2020                                                   | 8.389                                                  | 114,6                                                  |
| 2021                                                   | 8.426                                                  | 115,1                                                  |
| 2022                                                   | 8.483                                                  | 115,9                                                  |
| 2023                                                   | 8.670                                                  | 118,4                                                  |
| 2025                                                   | 8.788                                                  | 120,0                                                  |

## Politiek

### Structuur
De gemeente Gingelom ligt in het kieskanton Sint-Truiden en het provinciedistrict Sint-Truiden, het kiesarrondissement Hasselt-Tongeren-Maaseik (identiek aan de kieskring Limburg).
| Gingelom         | Gingelom         | Supranationaal         | Nationaal                         | Nationaal          | Gemeenschap       | Gewest            | Provincie         | Arrondissement           | Provinciedistrict | Kanton          | Gemeente        |
| ---------------- | ---------------- | ---------------------- | --------------------------------- | ------------------ | ----------------- | ----------------- | ----------------- | ------------------------ | ----------------- | --------------- | --------------- |
| Administratief   | Niveau           | Europese Unie          | België                            | België             | Vlaanderen        | Vlaanderen        | Limburg           | Hasselt                  | Hasselt           | Hasselt         | Gingelom        |
| Administratief   | Bestuur          | Europese Commissie     | Belgische regering                | Belgische regering | Vlaamse regering  | Vlaamse regering  | Deputatie         | Deputatie                | Deputatie         | Deputatie       | Gemeentebestuur |
| Administratief   | Raad             | Europees Parlement     | Kamer van volksvertegenwoordigers | Vlaams Parlement   | Vlaams Parlement  | Vlaams Parlement  | Provincieraad     | Provincieraad            | Provincieraad     | Provincieraad   | Gemeenteraad    |
| Kiesomschrijving | Kiesomschrijving | Nederlands Kiescollege | Kieskring Limburg                 | Kieskring Limburg  | Kieskring Limburg | Kieskring Limburg | Kieskring Limburg | Hasselt-Tongeren-Maaseik | Sint-Truiden      | Sint-Truiden    | Gingelom        |
| Verkiezing       | Verkiezing       | Europese               | Federale                          | Federale           | Vlaamse           | Vlaamse           | Provincieraads-   | Provincieraads-          | Provincieraads-   | Provincieraads- | Gemeenteraads-  |

### Geschiedenis

#### (Voormalige) Burgemeesters
| Tijdspanne | Tijdspanne   | Burgemeester                   |
| ---------- | ------------ | ------------------------------ |
|            | 1800         | Erasme Louis Surlet de Chokier |
|            | ...          |                                |
|            | 1824 - 1839  | Erasme Louis Surlet de Chokier |
|            | ...          |                                |
|            | 1989 - 2004  | Eddy Baldewijns (SP / sp.a)    |
|            | 2004 - 2015  | Charly Moyaerts (sp.a)         |
|            | 2016 - heden | Patrick Lismont (sp.a/Vooruit) |

#### Legislatuur 2024-2030
Burgemeester is Patrick Lismont van de lijst Vooruit met Goesting, die een absolute meerderheid van 13 op 19 zetels had behaald.

#### Resultaten gemeenteraadsverkiezingen sinds 1976
| Partij of kartel     | Partij of kartel                                  | 10-10-1976 | 10-10-1976 | 10-10-1982 | 10-10-1982 | 9-10-1988 | 9-10-1988 | 9-10-1994 | 9-10-1994 | 8-10-2000 | 8-10-2000 | 8-10-2006 | 8-10-2006 | 14-10-2012 | 14-10-2012 | 14-10-2018 | 14-10-2018 | 13-10-2024 | 13-10-2024 |
| Stemmen / Zetels     | Stemmen / Zetels                                  | %          | 19         | %          | 19         | %         | 19        | %         | 19        | %         | 19        | %         | 19        | %          | 19         | %          | 19         | %          | 19         |
| -------------------- | ------------------------------------------------- | ---------- | ---------- | ---------- | ---------- | --------- | --------- | --------- | --------- | --------- | --------- | --------- | --------- | ---------- | ---------- | ---------- | ---------- | ---------- | ---------- |
|                      | SP1/ sp.a2/ sp.a-Goesting3/ Vooruit met Goesting4 | 36,311     | 7          | 42,151     | 8          | 32,651    | 6         | 56,291    | 13        | 60,181    | 13        | 57,542    | 12        | 49,033     | 11         | 52,03      | 11         | 66,24      | 13         |
|                      | CVP1/ CD&V2/ GraagB                               | 46,411     | 9          | 44,181     | 9          | 40,941    | 9         | 29,221    | 6         | 18,341    | 3         | 20,562    | 4         | 15,792     | 3          | 12,32      | 2          | 33,8B      | 6          |
|                      | PVV1/ VLD2 / Open Vld3/ LEEF4/ GraagB             | 17,281     | 3          | 13,681     | 2          | 13,111    | 2         | -         |           | 17,592    | 3         | 12,452    | 2         | 17,293     | 3          | 24,54      | 5          | 33,8B      | 6          |
|                      | N-VA1/ GraagB                                     | -          |            | -          |            | -         |           | -         |           | -         |           | -         |           | 13,561     | 2          | 11,31      | 1          | 33,8B      | 6          |
|                      | De Gingelommenaar                                 | -          |            | -          |            | -         |           | -         |           | -         |           | -         |           | 4,33       | 0          | -          |            | -          |            |
|                      | Vlaams Belang                                     | -          |            | -          |            | -         |           | -         |           | -         |           | 9,44      | 1         | -          |            | -          |            | -          |            |
|                      | CB                                                | -          |            | -          |            | -         |           | -         |           | 3,88      | 0         | -         |           | -          |            | -          |            | -          |            |
|                      | GBL                                               | -          |            | -          |            | 13,29     | 2         | -         |           | -         |           | -         |           | -          |            | -          |            | -          |            |
| Totaal stemmen       | Totaal stemmen                                    |            |            | 5690       | 5690       | 5747      | 5747      | 5765      | 5765      | 5919      | 5919      | 6064      | 6064      | 6231       | 6231       | 6243       | 6243       | 4785       | 4785       |
| Opkomst %            | Opkomst %                                         |            |            |            |            | 98,14     | 98,14     | 97,78     | 97,78     | 96,48     | 96,48     | 97,38     | 97,38     | 96,23      | 96,23      | 95,7       | 95,7       | 70,7       | 70,7       |
| Blanco en ongeldig % | Blanco en ongeldig %                              |            |            | 2,09       | 2,09       | 3,65      | 3,65      | 3,89      | 3,89      | 3,85      | 3,85      | 3,05      | 3,05      | 4,75       | 4,75       | 5,0        | 5,0        | 3,0        | 3,0        |

De zetels van de gevormde coalitie staan vetjes afgedrukt. De grootste partij is in kleur.

## Bezienswaardigheden
- Sint-Petruskerk
- Kasteel van Gingelom, woonst van de eerste regent van België: Baron Surlet de Chokier
- Molen van Kamerijck en bijbehorende hoeve

## Natuur en landschap
Gingelom ligt in Droog-Haspengouw, in de vallei van de Molenbeek. Deze beek loopt door Gingelom. De hoogte bedraagt ongeveer 100 meter. Afgezien van een klein bos op het kasteeldomein, is er vooral sprake van een open landschap op leembodem. Ook de Cicindriabeek ontspringt er.

## Cultuur

### Media
Robland: Voor een televisieprogramma dat door de Vlaamse commerciële zender VTM werd uitgezonden, viel de presentator Rob Vanoudenhoven met het zogenaamde Roblandleger op 10 april 2006 de gemeente Gingelom binnen. Vanoudenhoven was van plan het grondgebied van Gingelom te bezetten en daarna de onafhankelijkheid van het Koninkrijk Robland uit te roepen. In het programma werd getoond hoe Vanoudenhoven probeerde een eigen land te stichten. Enkele dagen later werd Koning Rob opgepakt door de politie.

## Religie en levensbeschouwing

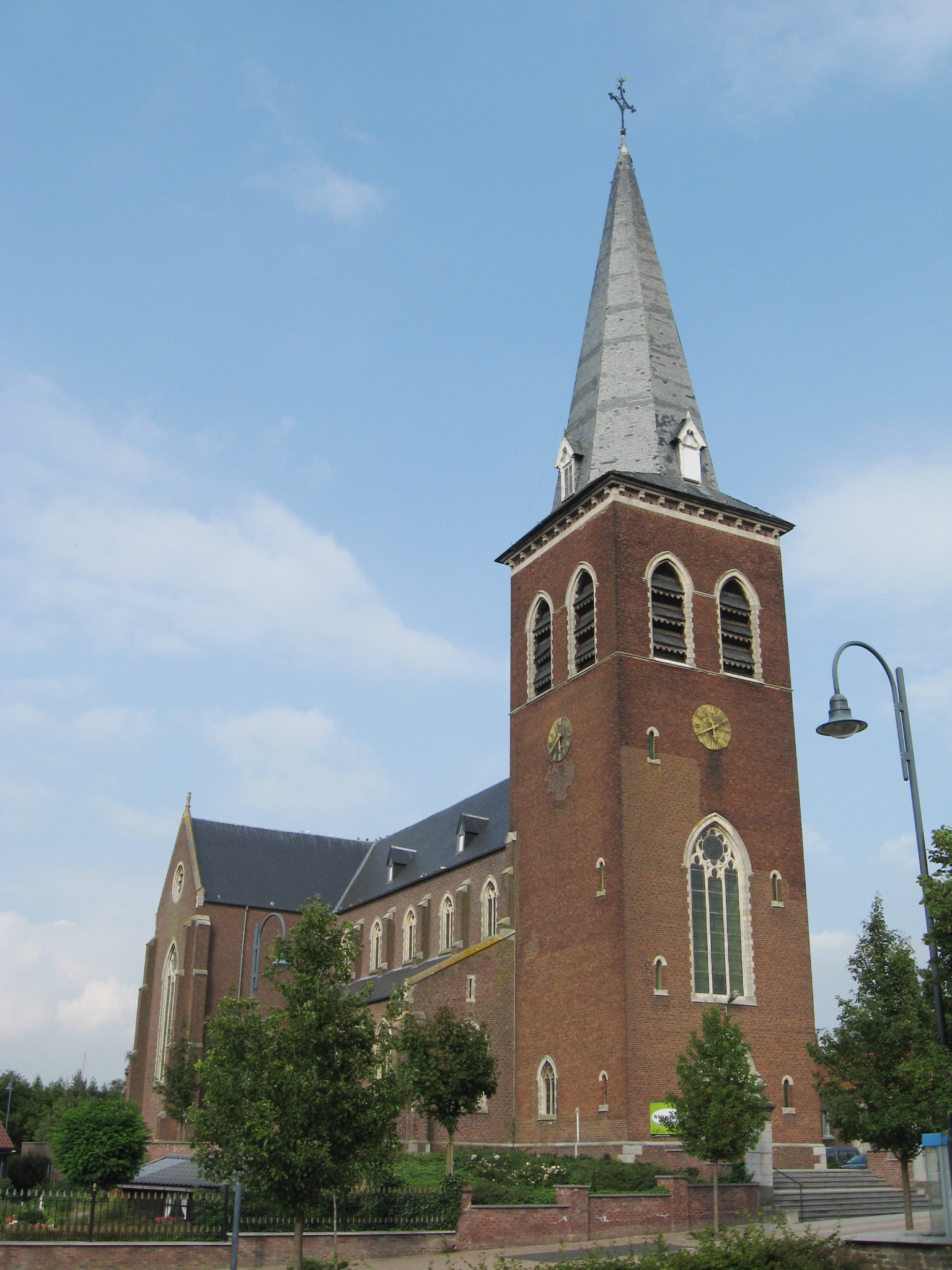
Sint-Pieterskerk in Gingelom

In de gemeente bevinden zich verschillende kerkdorpen. De kerken zijn:
- Sint-Pieterskerk te Boekhout
- Sint-Petruskerk te Borlo
- Sint-Trudokerk te Buvingen
- Sint-Petruskerk te Gingelom
- Sint-Joriskerk te Jeuk
- Maria-Magdalenakerk te Kortijs
- Sint-Saturninuskerk te Mielen-boven-Aalst
- Sint-Martinuskerk te Montenaken
- Sint-Sebastiaanskerk te Niel-bij-Sint-Truiden
- Heilig-Kruiskerk te Vorsen

Daarnaast bevinden zich diverse kapelletjes in de gemeente, waaronder de Onze-Lieve-Vrouw van Klein-Jeukkapel (Klein Jeuk), de Sint-Rumolduskapel (Klein-Vorsen), de Onze-Lieve-Vrouw van Stepskapel (Montenaken), de Heilig-Kruiskapel (Muizen), de Sint-Amandskapel (Heiselt) en de Sint-Jobkapel (Hasselbroek).